# Gabara mox
Gabara mox är en fjärilsart som beskrevs av Dyar 1914. Gabara mox ingår i släktet Gabara och familjen nattflyn. Inga underarter finns listade i Catalogue of Life.